# Yo! MTV Raps
Yo! MTV Raps war eine Hip-Hop-Sendung des Musiksenders MTV, die von August 1988 bis August 1995 produziert wurde. Moderiert wurde die Sendung an Wochentagen von Doctor Dré und Ed Lover und am Wochenende vom Graffiti-Künstler Fab 5 Freddy.
Ted Demme und Peter Doughtery entwickelten das Konzept der Sendung auf der Basis einer 1987 bei MTV Europe produzierten ähnlichen Sendung. Das Set unterlief verschiedene Änderungen und war zum Teil einer Straßenszene nachempfunden um den urbanen Charakter der Sendung zu betonen. Neben besprühten Backsteinwänden gab es einen Basketballkorb und eine Parkbank, auf der die Gäste saßen. Das DJ-Pult war auf zwei Ölfässern gelagert. Live-Auftritte und Freestyles waren ein fester Bestandteil der Sendung. Dazu wurden Interviews geführt und Musikvideos gezeigt, die das Wochenend-Format dominierten. Es gab auch Außenreportagen. Die Sendung wurde von MTV Europe und MTV Asia übernommen und in Originalsprache ohne Untertitel ausgestrahlt.
Nach 1995 wurde das ursprüngliche Format abgesetzt und die Show unter dem Namen Yo! zu einer reinen Musikvideo-Show, die von unterschiedlichen Moderatoren geleitet wurde.
Seit 2019 gibt es eine lokale Version von "Yo! MTV Raps" in Deutschland. Sendestart war im März 2019 auf MTV Deutschland.